# Gaubald
De heilige Gaubald of Garibaldus (ca. 700 - 23 december 761) was de eerste bisschop van het bisdom Regensburg. Zijn naam wordt ook wel gespeld als Gawibald, Geupald of Gaibald. Hij wordt als zalige vereerd.
Gaubald was abt van de abdij Sankt Emmeram in Regensburg. Gaubald werd in het jaar 739 door Bonifatius in Regensburg tot bisschop gewijd. Met hem begint de officiële telling van de Regensburgse bisschoppen. Voor hem waren er alleen reizende bisschoppen in de regio actief. Gaubald was ook abdijbisschop van de Abdij Sankt Emmeram.
Hij liet het gebeente van Emmeramus van Regensburg in de crypte van de latere abdij van de benedictijnen bijzetten. Gaubald stierf volgens de overlevering op 23 december 761 en ligt bij de ingang van de Ramwoldcrypte in de Sint-Emmeramus in Regensburg begraven.
Zijn feestdag is op 23 december.
- Gemeinsame Normdatei: 122192729
- Virtual International Authority File: 40254497